# Rannasee
Rannasee är en konstgjord sjö på gränsen mellan Tyskland och Österrike. Reservoaren ligger längs floden Rannabach, som utgör gräns mellan de båda länderna, och är den största sjön i bergstrakten Bayerischer Wald. Den bildades 1983 när den sydöstra delen fördämdes. 